# Carl Wilhelmson
Carl Wilhelm Wilhelmson, född 12 november 1866 i Fiskebäckskil, död 24 september 1928 i Göteborg, var en svensk målare, tecknare, grafiker, konstpedagog och professor vid Kungliga konsthögskolan.

## Biografi

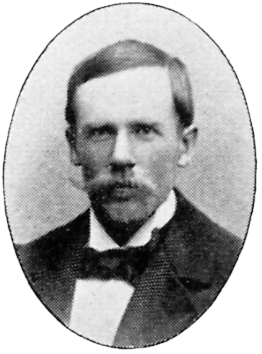
Carl Wilhelmson.

### Uppväxt
Carl Wilhelmson var son till bästemannen Anders Wilhelmson och Amalia Mathilda Carlsdotter och från 1901 gift med konstnären Albertina Kerfstedt samt far till Ana Wilhelmson-Lagerman och Inger Nordenfelt. Hans far drunknade vid en fartygsförlisning 1875 och för att kunna försörja familjen öppnade modern en handelsbod i hemmet. Det fanns ett visst konstnärligt påbrå i släkten. Fadern hade tecknat av båtar och sjömotiv, och en broder till farfadern var boktryckare i Uddevalla som själv skurit sina kistebrevsstockar.

### Studier
Wilhelmson fick 1881 börja som litograflärling hos Meyer & Köster i Göteborg. Det är känt att han redan från början av sin lärotid var anlitad som tecknare vid Meyer & Köster och att han var i den ovanliga sitsen att han fick lön istället för att behöva betala läropengar till sin arbetsgivare. Om detta berodde på Wilhelmsons färdigheter i teckning eller på en personlig välvilja från Meyer och Köster är obekant. Samtidigt med utbildningen vid den litografiska anstalten följde han kvälls- och helgundervisningen under fyra terminer vid Slöjdföreningens skola. När Carl Larsson tillträdde tjänsten som lärare vid Göteborgs Musei Rit- och Målarskola 1886 skrev han in sig som heltidselev. På rekommendationer av Reinhold Callmander, Carl Larsson och firman Meyer & Köster tilldelades han på nyåret 1888 som litografisk hantverkare ett resestipendium från Kommerskollegium som han använde för en studieresa till Leipzig där han praktiserade vid flera olika litografiska företag till slutet av följande år; bland annat arbetade han för firmorna Wezel & Naumann och C.G. Naumann. Han var vid den tidpunkten inte säker på om han skulle fortsätta som litograf eller försöka slå sig fram som fri konstnär. Från Tysklandstiden finns en stor mängd naturstudier, figurteckningar, stadsbilder och växtstudier bevarade som han utförde på fritiden från den litografiska praktiken.
Med hjälp av egna besparingar reste han strax före nyåret 1890 till Paris, där han under de närmaste åren var bosatt med undantag av sommarmånaderna då han vistades i Fiskebäckskil. I Paris arbetade han som reklamtecknare, det framgår av några bevarade skissböcker, men kunskapen om hans studieår fram till 1896 då han för gott återvände till Sverige är knapphändiga. Två större brevsamlingar med förtroliga uppgifter om hans tid i Paris brändes upp efter hans bortgång. Men man vet att han bland annat studerade för Paul Sérusier och Maurice Denis vid Académie Julian samtidigt som Olof Sager-Nelson och Väinö Blomstedt. Man vet att han även följde undervisningen vid några andra konstskolor i Paris och att han studerade för bland annat Jules Lefebvre och Tony Robert-Fleury. Under sommaren 1893 blev det ingen resa till Fiskebäckskil, istället reste han på en målarresa till Bretagne, men det var den enda sommaren som det inte blev någon Sverige resa. Han medverkade i Parissalongen 1895 med en mindre kollektion, som fick ett hedersomnämnande, och efter återflytten till Sverige medverkade han i Exposition Universelle i Paris 1900 där han tilldelades en silvermedalj.

### Föreståndare för Valands konstskola i Göteborg
Efter att han flyttat till Göteborg 1896 blev han uppmanad av Valands målarskolas finansiär Pontus Fürstenberg att bli skolans föreståndare och han verkade i denna tjänst i Valandhuset från hösten 1897 till våren 1910. I tjänsten ingick även en lärarbostad i Valandhuset. Efter att han lämnade tjänsten reste han på sommaren 1910 till Spanien där han stannade och målade i Triana utanför Sevilla. Tre år senare återvände han till Spanien och vistades nu i den andalusiska bergsstaden Ronda. Resorna till Spanien kom att bli betydelsefulla i hans konstnärskap och uppbyggnad av koloriten. Han blev av sin vän Hjalmar Lundbohm lockad att resa till Norrland för att uppleva naturen med de fria vidderna och fjällen. Hans vistades första gången för att måla en period i Kiruna 1906 och han återvände sedan till Norrland för ytterligare arbetsresor 1914 och 1918. 

### Egen konstskola i Stockholm

Miss Agnes Cleve, med vilken Carl Wilhelmson inledde en kärleksaffär. Hon gifte sig senare med John Jon-And, som hon träffade på Valands konstskola. Porträtt målat av Carl Wilhelmson i Bohuslän. Agnes Cleve var under en viktig period av sitt konstnärskap också verksam i Bohuslän. Nationalmuseum.

Carl Wilhelmson startade en egen konstskola i Stockholm 1911 efter att ha flyttat från Göteborg till Stockholm 1910. Konstskolan blev mycket välbesökt och populär som en förberedande konstskola inför högre studier. Vid skolan, som låg i ateljén högst upp i ett sekelskifteshus, som var byggt 1898-1900, på Odengatan 37 i Vasastan bedrev han undervisning i sjutton år, från 1912-1928.
1908 hade Konstnärsförbundets tredje skola upphört och den ende konkurrenten omkring 1910 var Caleb Alhins målarskola, som också den låg på Östermalm. Innan Wilhelmson öppnade sin egen målarskola hade han verkat som lärare vid Valands konstskola i Göteborg fram till 1910. Bland Wilhelmsons första elever vid Valand kan Ivar Arosenius och Gerhard Henning nämnas. Senare var även Carl Kylberg, Agnes Cleve och Tora Vega Holmström hans elever. I stort sett hade Wilhelmson därmed varit lärare från det år då han lämnade sina studier i Paris. För Wilhelmson var det var inget konstigt att ha en sysselsättning vid sidan av sin egen verksamhet som konstnär. Han hade redan från början fått försörja sig själv medan han bedrev konststudier. 
Wilhelmson fick snabbt rykte om sig att vara en god lärare som med sin organisatoriska förmåga skapade en hållbar situation för sina elever. Han hade full koll på det nya måleriet i Paris och han var en frisinnad man, som såg till att kvinnorna fick plats på skolan. Han kvoterade friplatserna till skolan. Det skulle vara lika antal kvinnor som män. Flera framstående kvinnliga konstnärer vittnar om Wilhelmsons förmåga att behandla alla lika. Wilhelmson sägs ha haft en avspänd relation till sina elever och han fördelade friplatser lika mellan manliga och kvinnliga elever. En av Carl Wilhelmsons elever på Valands konstskola var Agnes Cleve, som flyttat från Uppsala till Göteborg för att få sin konstutbildning. Cleves lärare där var Carl Wilhelmson, med vilken hon inledde en kärleksaffär. Några av Agnes Cleves kvinnliga studiekamrater vid Valands konstskola och som också hade Carl Wilhelmson som lärare, var Tora Vega Holmström, Vera Nilsson, Maj Bring och Mollie Faustman.   
Vid Carl Wilhelmsons konstskola kom Mollie Faustman att bli skolans "massière", den som uppehöll ordningen, och hon kom att under flera år att arbeta nära Wilhelmson. I Axel Romdahls monografi över Carl Wilhelmson beskriver Mollie Faustman så här: "Det mest utmärkande för Carl Wilhelmson som lärare var kanske hans varsamhet, hans rädsla att i djupare mening påverka eleven. Han hade den bestämda övertygelsen, att varje människa har något säreget som skiljer henne från alla andra och att hon därför, om hon som konstnär förmår ge uttryck för denna sin egenart, också har något att ge, som ingen annan kan ge./…/Försök se som ett barn, brukade Wilhelmson säga, förutsättningslöst. Tänk inte på hur studien kommer att ta sig ut, och inte på effekten. Bry er inte om läraren eller auktoriteter. Se själv, känn själv."
Bland eleverna kan nämnas: Carl Kylberg, som en tid var elev för Carl Wilhelmson på Valands målarskola, Ivan Aguéli, som sporadiskt gick på Wilhelmsons målarskola i Stockholm, Evert Taube, som på kvällarna tog lektioner för Carl Wilhelmson vid Valands målarskola, Evert Lundquist, som 1924 påbörjade studier på Carl Wilhelmsons målarskola i Stockholm och året därpå antogs till Kungl. Konsthögskolan, i Stockholm.
Fram till sin död 1928 drev Carl Wilhelmson sin målarskola i Stockholm trots att han anställdes som lärare och utnämndes till professor i figurmåleri vid Kungliga konsthögskolan 1925. Under sin tid i Stockholm tilldelades han Winquistska stipendiet 1925 från Konstakademien och 1926 valdes han in som ledamot i Konstakademien.

## Konstnärsbana
Av sin samtid beskrevs han först som en fast, något sluten och fåordig natur med en djupt känslomässig bundenhet till sin hembygd samt vänfast och tillförlitlig i sitt handlande, men han kom med tiden anlägga en mer öppen natur och bli mer talför. Hans tidiga skisser från studieåren skiljer sig inte mycket från hans studiekamraters arbeten, förutom att han visade ett speciellt intresse av ljusspelet i naturen samt att han några gånger arbetade med studier av folktyper från hembygden skildrade i vardagliga situationer och miljöer utan folklivsromantik.
Under studietiden på Valands arbetade han en del med akvareller utan att ta till sig Carl Larssons maner och i Paris där han blev förtrogen med syntetismens idéer utvecklade han sitt måleri mot de halvrealistiska verk i motsats till den då moderna intima verklighetsskildringen i impressionistisk stil med stor ljusskildring. Hans målningar från Bretagne 1893 visar ett visst släktskap med August Hagborgs franska folklivsmålningar, men Wilhelmsons målningar är kärvare och framhåller det vardagliga och färgskalan är ofta mer smulten och gråtonad än målningar från samma tid utförda i Fiskebäckskil. I hans målningar från Bohuslän kan man se en tydlig påverkan från Karl Nordström. 
Efter att han återvänt till Sverige 1896 slår hans något kärva veristiska stil ut i full blom och han målar motiv från hemmet och hemtrakten bland annat målningen I byhandeln som han målade i sin mors handelsbod 1896 målningen ställdes ut på Parissalongen 1897 och därefter i ett flertal av Konstnärsförbundets utställningar innan den hittade vägen till Nationalmuseum. Verket bidrog till att prägla en profil på hans konstnärskap och gjorde honom känd inför en bredare publik. I motsats till Nordström har han arbetat med detalj efter detalj och inte med Nordströms stora sammanfattning av ett motivet. Verket har en klar teckning och en distinkt ljusskildring som får betraktaren att själv efterhand upptäcka personer och föremål som om det vore en scen ur verkligheten. Färgen är återhållsam och det är ljuset som får ge liv åt målningen där ljuset ger stabilitet till gestalter och föremål. Målningen är en ytterst genomstuderad situationsbild utan anekdotiska bitoner utan en folklivsskildring helt i Konstnärsförbundets anda.

Målningen Trött där modern är modell.

Året efter utförde han ytterligare en målning som en förstudie där modern är modell i målningen Trött som man ofta jämförde med Edvard Munchs Sjuk flicka från 1896. Målningarna är diametralt olika skildringar av den ytterliga matthetens stämning i en sjuk flicka och en trött moder. Efter att han började som lärare på Valand inriktades hans konst mer på formella problem där han sökte få ett samband med ljuset och som motiv han valde ofta landskapsskildringar eller gestalter utomhus. Det blev målningar med fiskarflickor som rodde och ungdomar i samspråk som påminner lite om Anders Zorns 1890-tals måleri. Omkring 1900 började han arbeta mer med monumentala inslag i sitt måleri.
Efter två besök vid Sahlströmsgården i Utterbyn i Fryksände i Värmland i början av 1900-talet förstärktes det episka draget i hans landskapsskildringar och de blev mindre detaljerande. Det första besöket skedde sommaren 1900. Wilhelmson var bekant med Bror Sahlström, son till riksdagmannen Per Sahlström. Bror Sahlström skrev i början av år 1900 hem till sin familj och bad dem att ta emot Wilhelmson över sommaren, och så blev det också. I Fryksände arbetade Wilhelmson med ett uppdrag han fått av Pontus Fürstenberg att utföra en väggmålning i olja på fondväggen i Göteborgs stadsbiblioteks läsesal och på professor Carl Warburgs ivriga tillskyndan utformade Wilhelmson motivet som en sinnebildlig framställning av Bildningen. Sommaren 1902 återvände Wilhelmson till Sahlströmsgården. Där utförde han bland andra verk målningen Juniafton, där flera av syskonen Sahlström stod modell. Otto Sahlström sitter på en gärdesgård och spelar fiol och bland åhörarna syns Anna Sahlström. För den senare blev Wilhelmsons vistelser i Värmland en inspirationskälla för Anna Sahlström, som själv skulle bli konstnär.
Efter arbetet med Bildningen fick Wilhelmson flera förfrågningar om väggmålningar i olika Göteborgslokaler men de flesta av dessa ledde inte längre än till ett skissarbete. Hans sista väggmålning i Göteborg blev en långsträckt målning på duk för Götabergsskolan 1909. Målningen flyttades senare till Hvidtfeldtska skolan. Själv ville han utföra målningen i freskoteknik men beställaren Föreningen för Göteborgs skolor prydande önskade att målningen var utförd på duk. Målningen framställer en stilla statisk kajscen som flankeras av två grupper, en vagn med hästar till vänster och två stuveriarbetare till höger.

## Freskomålningar och porträtt
Wilhelmson påbörjade 1906 den stora väggmålningen i Centralposthuset i Stockholm som visade en rörelserik scen från Skeppsbron I Stockholm, den över 7,5 meter långa målningen blev färdig 1908. Han målade ett stort antal porträtt framförallt av honom närstående personer, dessa målningar har ett stort konstnärligt värde och några ingår i Nationalmuseum samling. När de ledande konstnärerna från Konstnärsförbundet sökte sig mot den utpräglade moderna formskapandet sökte sig Wilhelmson mot ett mer förenklat måleri där ljusverkan och klara former kunde renodlas där han själv ovetandes närmade sig den franska neoimpressionisten Paul Signac. Senare när han som elev hade den radikala syntetisten Ivan Aguéli som i mogen ålder studerade för honom 1911 kom han i kontakt med en för honom helt ny konststil utan att han påverkades nämnvärt. Wilhelmson hade på 1910-talet hittat sin egen konststil och den utvecklades inte nämnvärt utan han fortsatte med ett formklart, ljusuppluckrat måleri där färgerna ofta stämdes samman i ytterst närbelägna valörer av olika toner, men inte alltid med koloristisk finess. Bland dessa målningar märks badbilden Sommar från 1912 som ingår i Göteborgs konstmuseums samling. Hans landskapsskildringar från senare år visar motiv från Bohuslän, Lappland, Spanien och Cornwall där han vistades en tid 1924 och fängslades av det egenartade landskapet. Hans sista större offentliga uppdrag var en freskmålning på en mur i Göteborgs länsresidens sammanträdessal. Han arbetade med skisserna 1926 och motivvalet var Bohusläns- natur, näringsliv och jordbruks- och fiskescener från ett typiskt skärgårdslandskap. Efter att han lärt sig etsa av Knut Lundström 1918 blev det en rad etsningar med arbetslivsskildringar från fiskebåtar och fiskelägen samt porträtt av bland annat Prins Eugen och Hjalmar Lundbohm.

## Utställningar
Separat debuterade Wilhelmson med en utställning i Göteborg 1898 som följdes av separatutställningar i Göteborg 1908, 1912 och 1918 han ställde även ut separat i Oslo 1908, Lund 1911 och 1924, Norrköping 1913, Uddevalla och Malmö 1916, Köpenhamn 1918, Uppsala 1924 och på, Liljevalchs konsthall 1922 samt AB Konstverk i Stockholm 1926 och med skisserna till freskerna i Länsstyrelsens sessionssal på Göteborgs konstmuseum 1927. Han medverkade sedan 1891 i utställningar arrangerade av Konstnärsförbundet och förbundets utländska utställningar 1898–1916. I Paris ställde han ut första gången 1891 och medverkade sedan så gott som årligen under 1890-talet i några franska utställningar. Han var genom åren representerad i ett stort antal utställningar arrangerade av Sveriges allmänna konstförening, Svenska konstnärernas förening, Göteborgs konstförening samt en rad representativa utställningar inom och utom landet. På Galerie Moderne visades en minnesutställning 1928 och Konstakademien och Göteborgs konstmuseum arrangerade en gemensam minnesutställning 1929. Nationalmuseum arrangerade 1930–1932 en vandringsutställning och en sammanfattande minnesutställning visades på Liljevalchs konsthall 1934. Skånska konstmuseum visade en mindre minneskollektion 1934 och Färg och Form visade en kollektioner 1937, 1939, 1946 och 1955. Vid Nationalmuseums historiska inventarieutställning 1948 som visade Konstnärsförbundets insats i den svenska konstvärlden var Wilhelmson som en av tre av förbundets huvudgestalter i mellangenerationen rikt representerad och 1955 arrangerade Liljevalchs konsthall en utställning med skulpturer av Christian Eriksson och målningar av Wilhelmson. 1966 visade Göteborgs konstmuseum en utställning med Wilhelmsons konst i Sparbankshallen i Göteborg.

## Ateljévillan i Fiskebäckskil

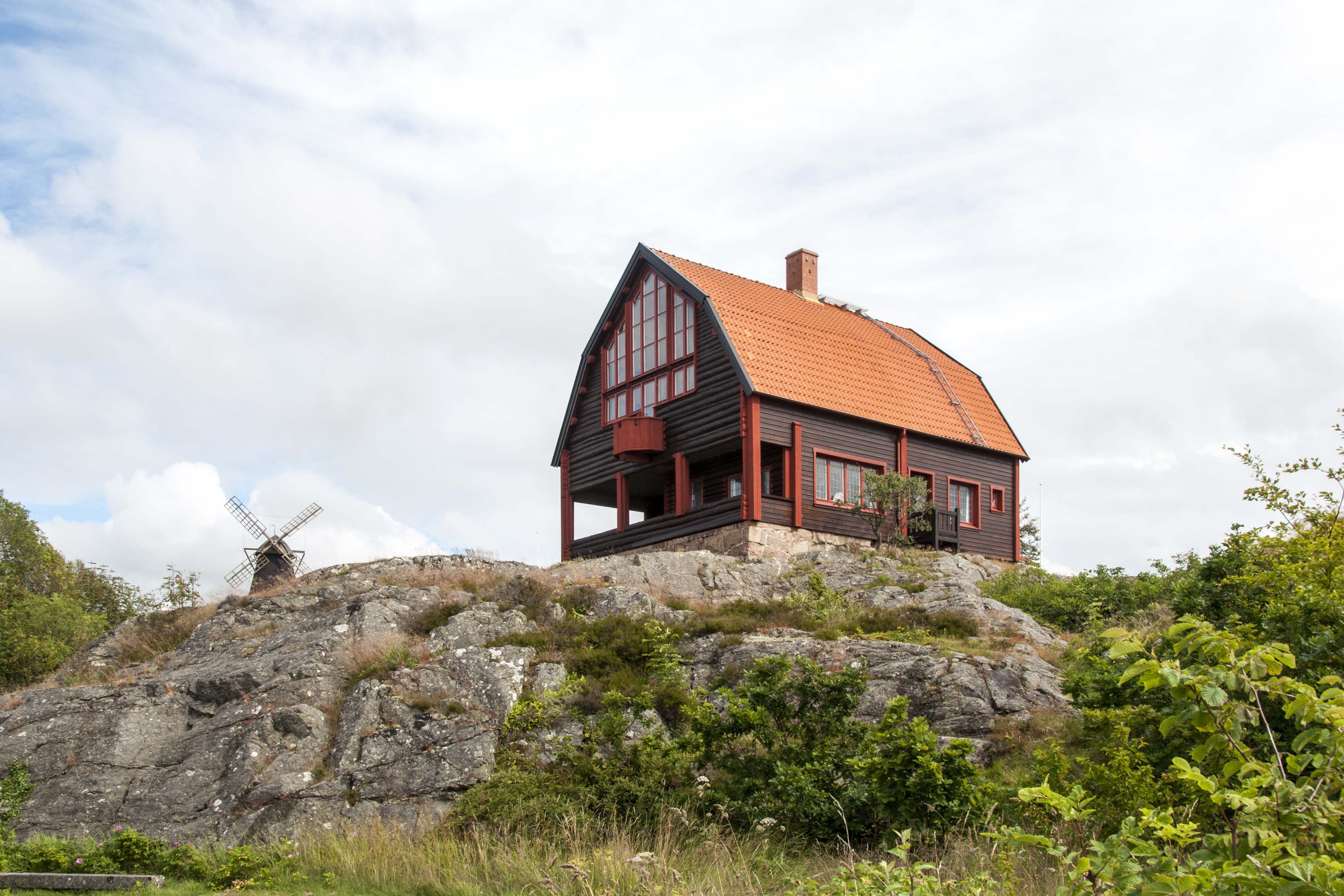
Carl Wilhelmsons ateljé i Fiskebäckskil. Byggnadsår 1911–1913, arkitekt Ivar Callmander.

Carl Wilhelmson hämtade främst sina motiv från sin hembygd i Bohuslän. Åren 1911-1913 lät han bygga en sommarvilla i Fiskebäckskil, ritad av Ivar Callmander, som fungerade som bostad och ateljé. Huset, som alltjämt är i släktens ägo, är öppet för allmänheten en dag om året under sommaren. Carl Wilhelmson ligger begravd på kyrkogården vid Fiskebäckskils kyrka i Skaftö församling.

## Namngivningar

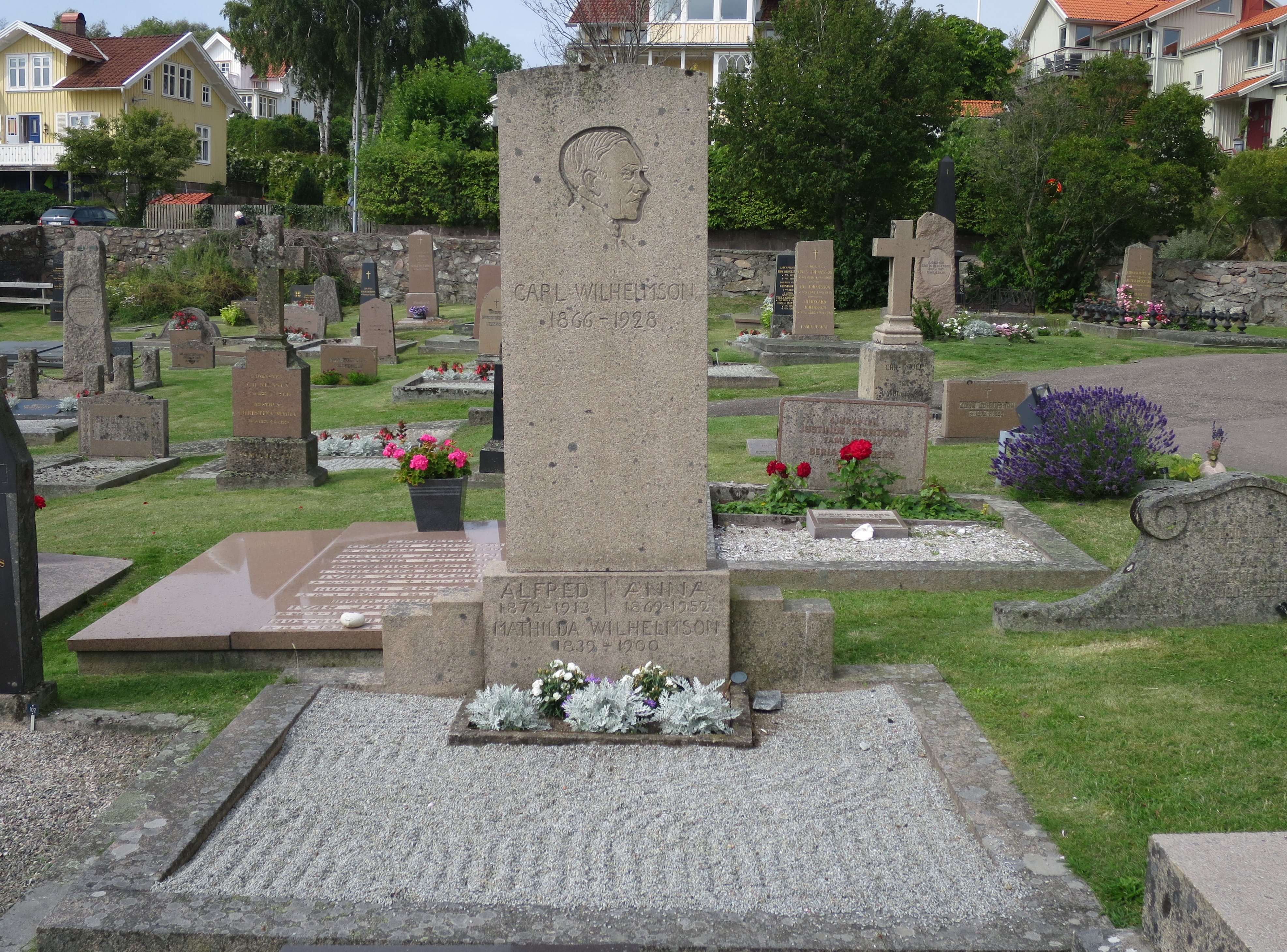
Carl Wilhelmsons grav i Fiskebäckskil.

Passagerarfärjan Carl Wilhelmson, som trafikerar sträckan Fiskebäckskil - Lysekil, är namngiven efter honom. Gatan Carl Wilhelmsons Väg i stadsdelen Lunden i Göteborg är uppkallad efter konstnären. Nya Lundenskolan har en stor tavla av Carl Wilhelmson med motiv från Göteborgs hamn.

## Representerad
Wilhelmson finns bland annat representerad på Göteborgs konstmuseum, Nationalmuseum, Örebro läns museum, Bohusläns museum, Kalmar konstmuseum, Thielska galleriet, Malmö museum, Norrköpings Konstmuseum, Östergötlands museum, Värmlands museum, Bonniers porträttsamling, Ateneum och Statens Museum for Kunst i Köpenhamn.

## Verk i urval
- Väntan och Trött (1898)
- Juniafton (1902)
- Flicka i blått (1904)
- På Berget (1907)
- Gruvarbete (1907)
- Kyrkfolk i båt (1909)
- Sommar (1911)
- Knut Kjellberg (1916)
- Vid brunnen (1917)

## Bildgalleri

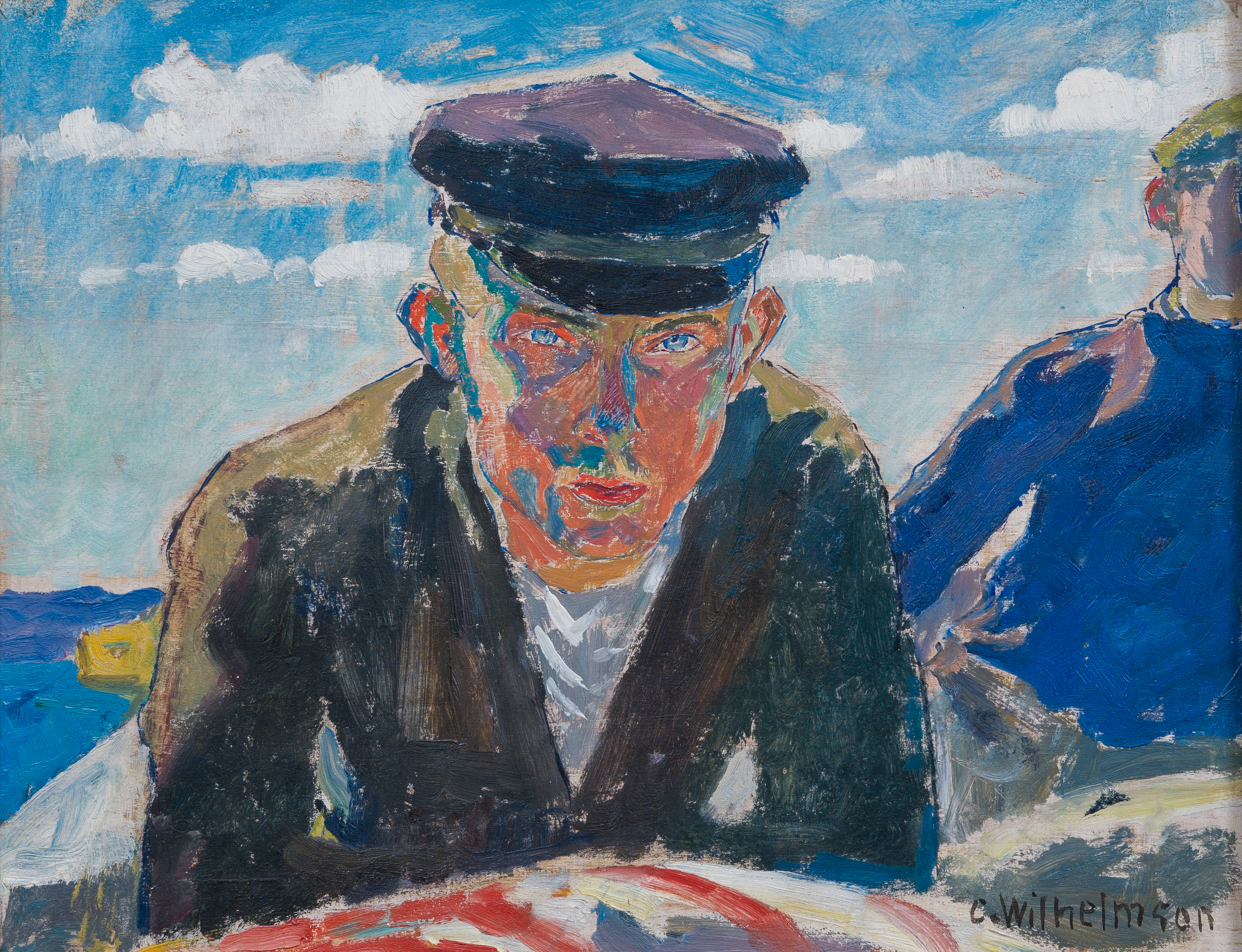
På havet, 1911
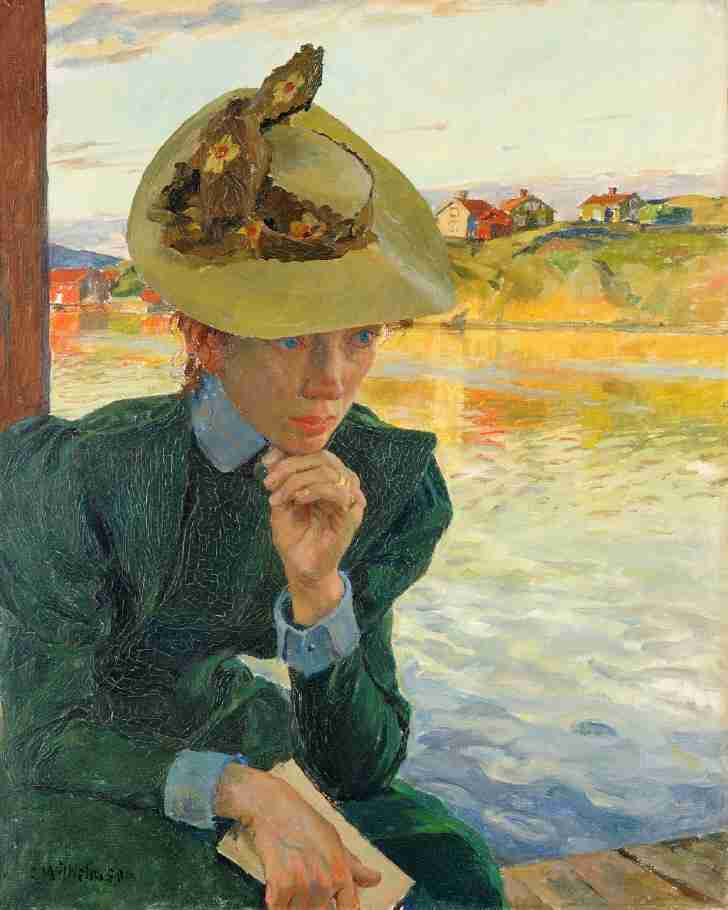
Vid Västkusten (1898). Göteborgs konstmuseum.
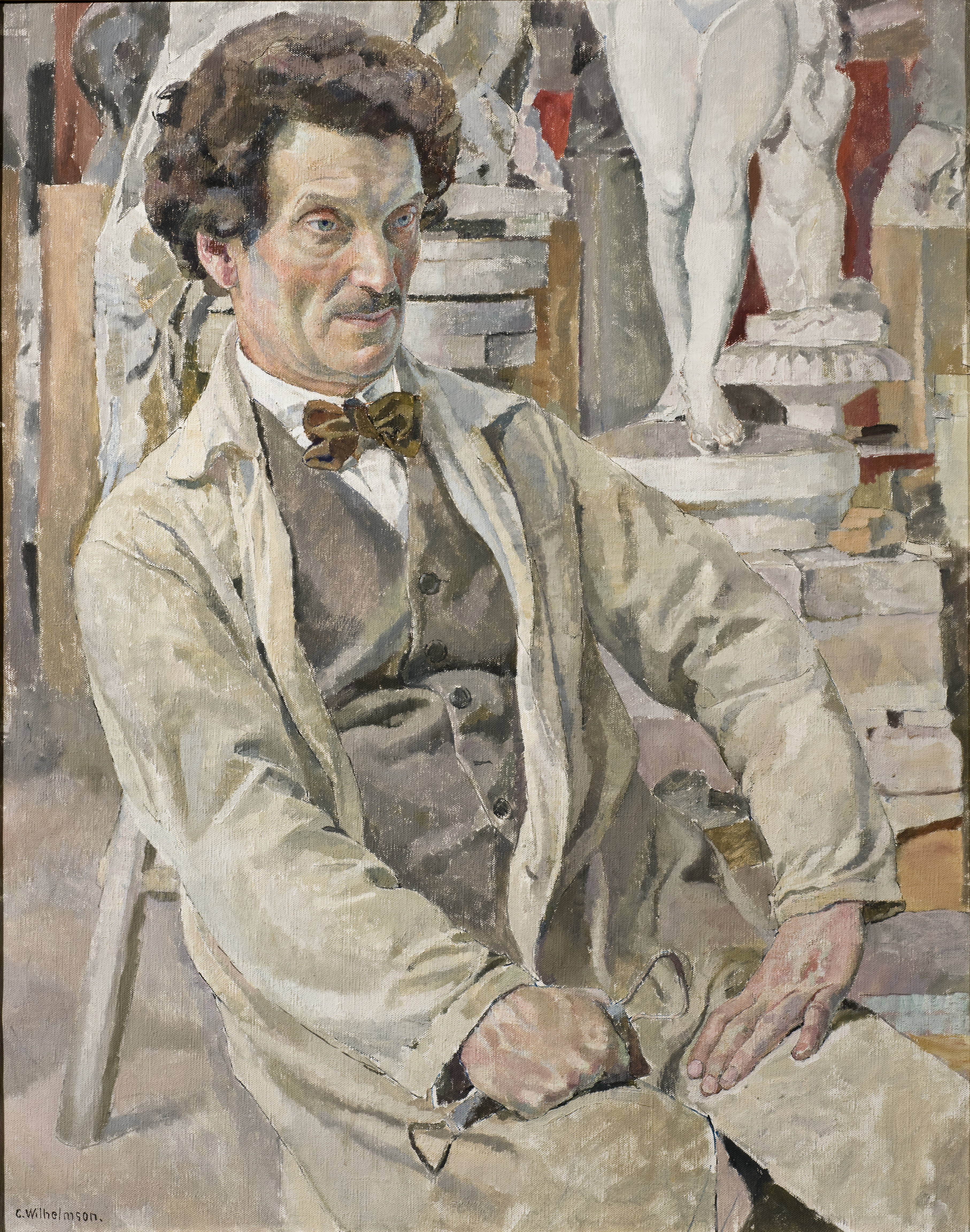
Porträtt av skulptören Carl Eldh (1924). Nationalmuseum.
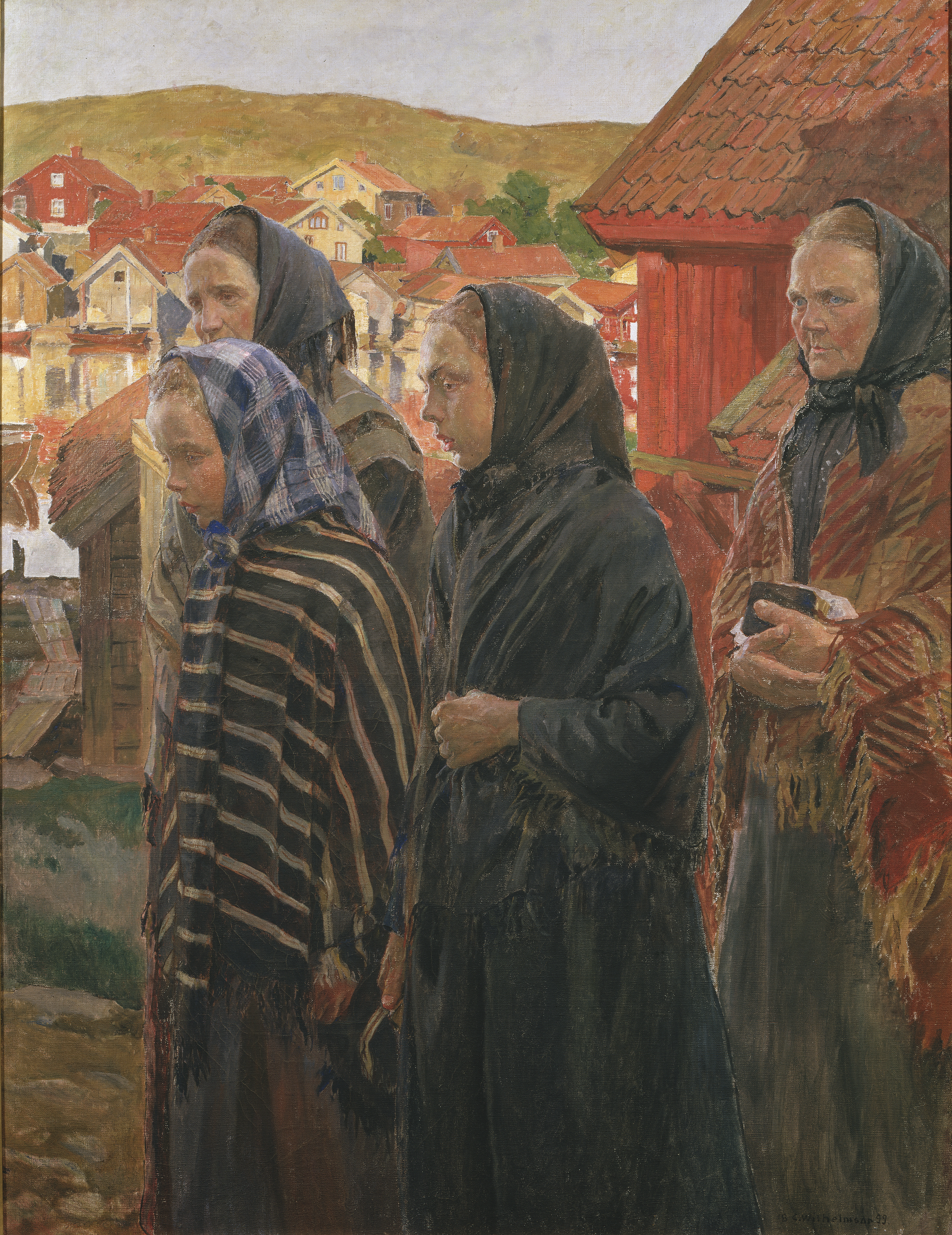
Fiskarkvinnor på hemväg från kyrkan (1899). Nationalmuseum.
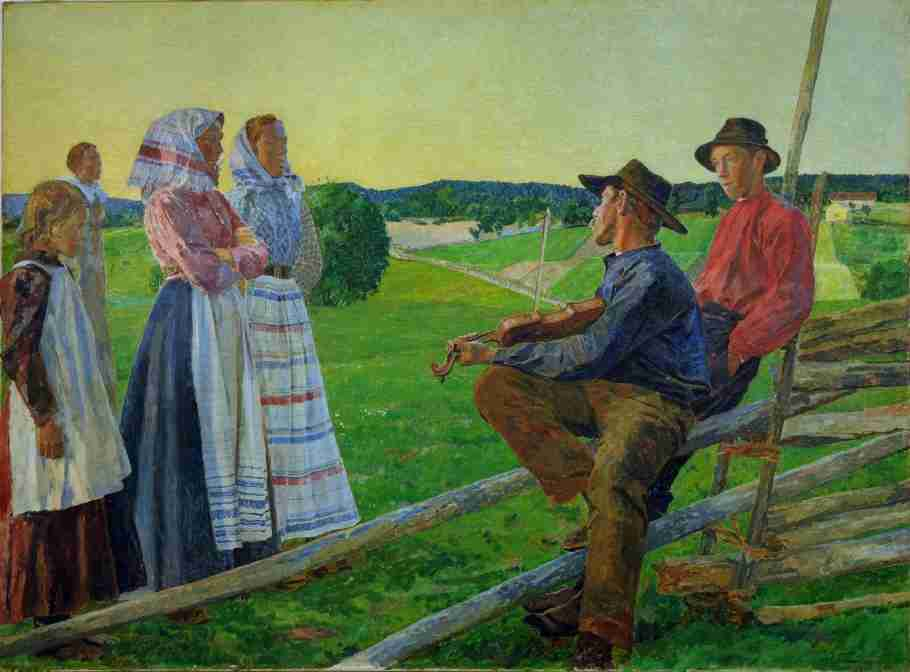
Juniafton, Värmland (1902). Göteborgs konstmuseum.
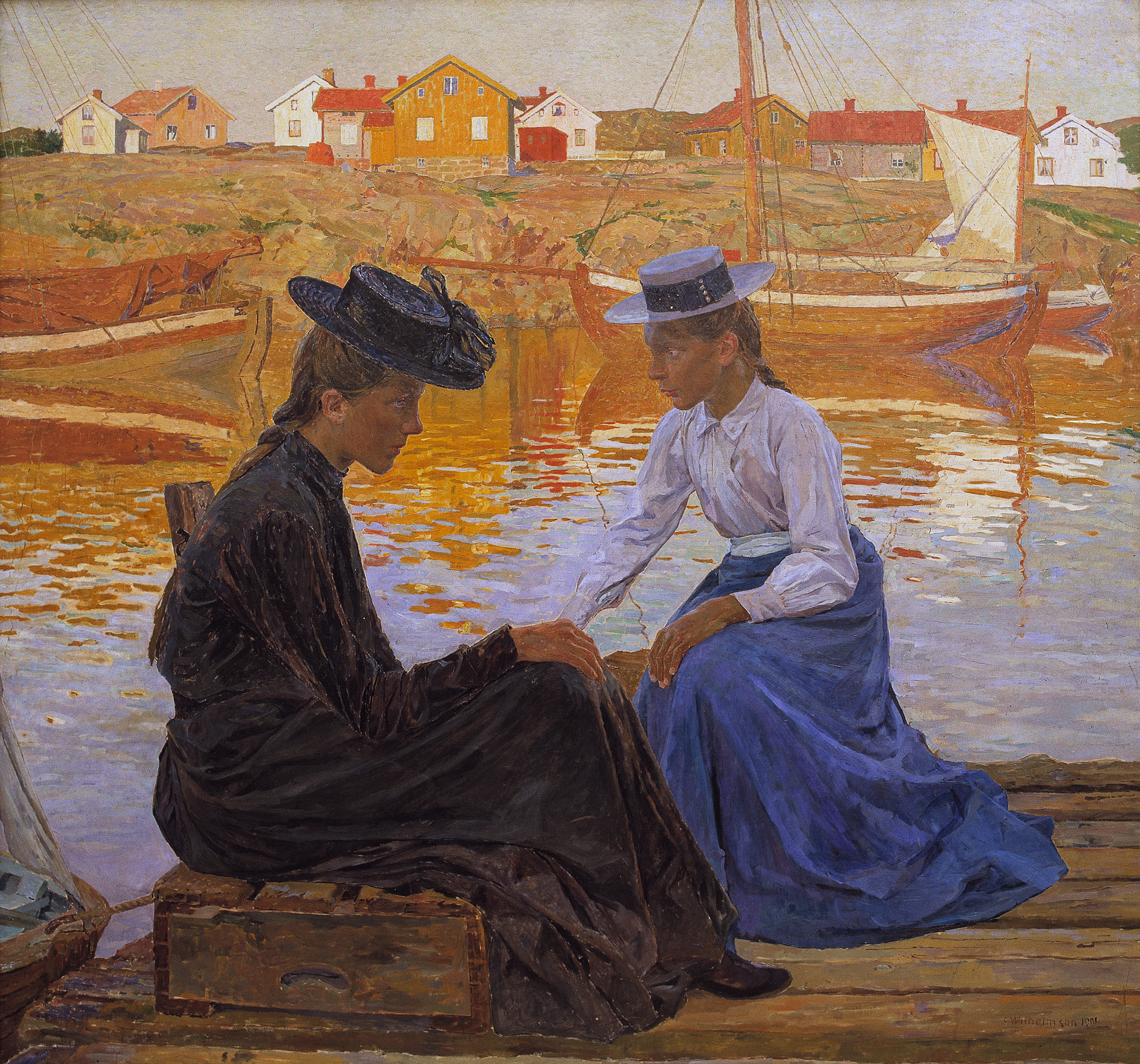
Viken (1901). Malmö konstmuseum.
Kyrkfolk i båt (1909). Nationalmuseum.
På klipporna, Fiskebäckskil (1905-1906). Göteborgs konstmuseum.
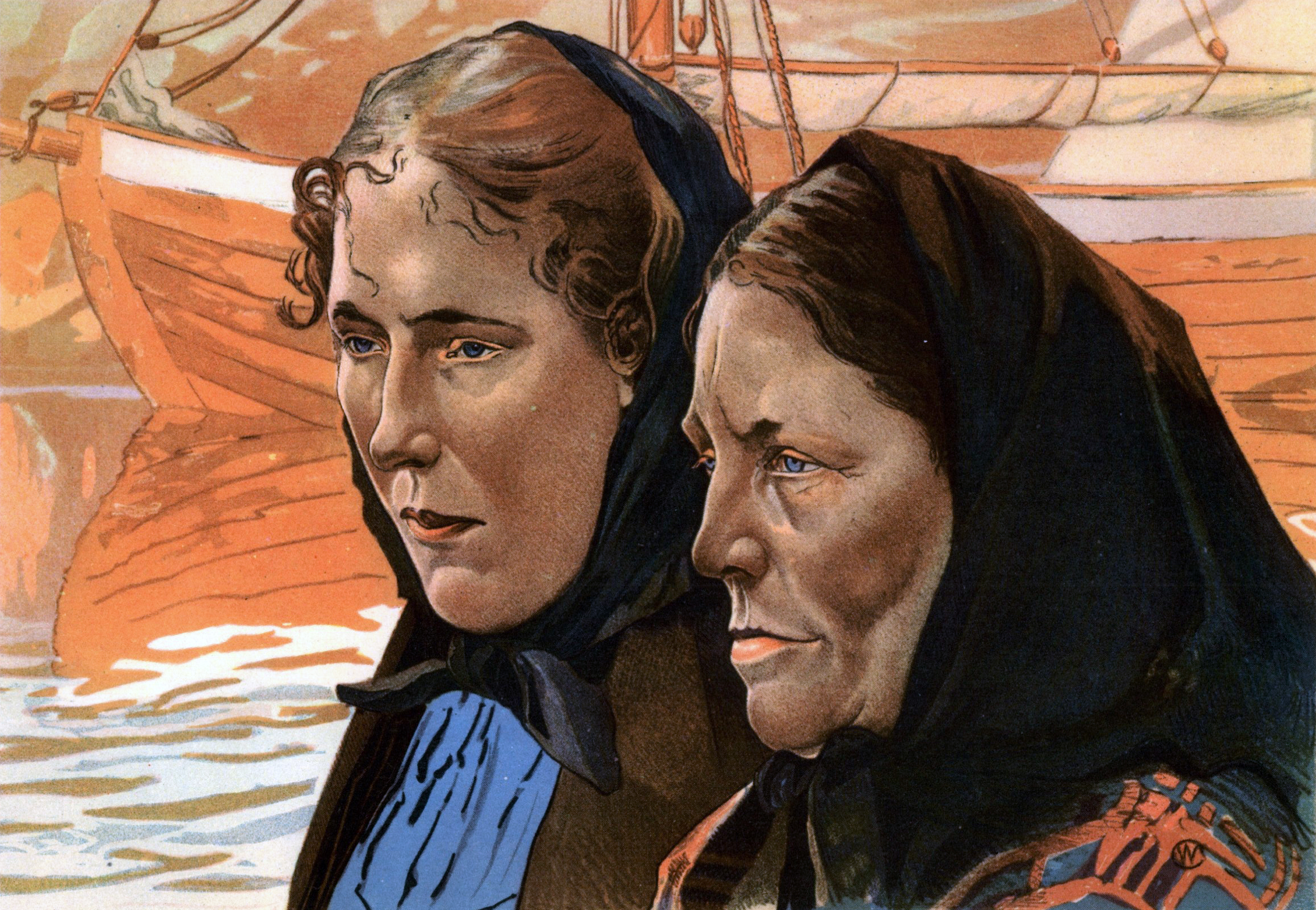
Studie från Bohuslän. Färglitografi (1906).
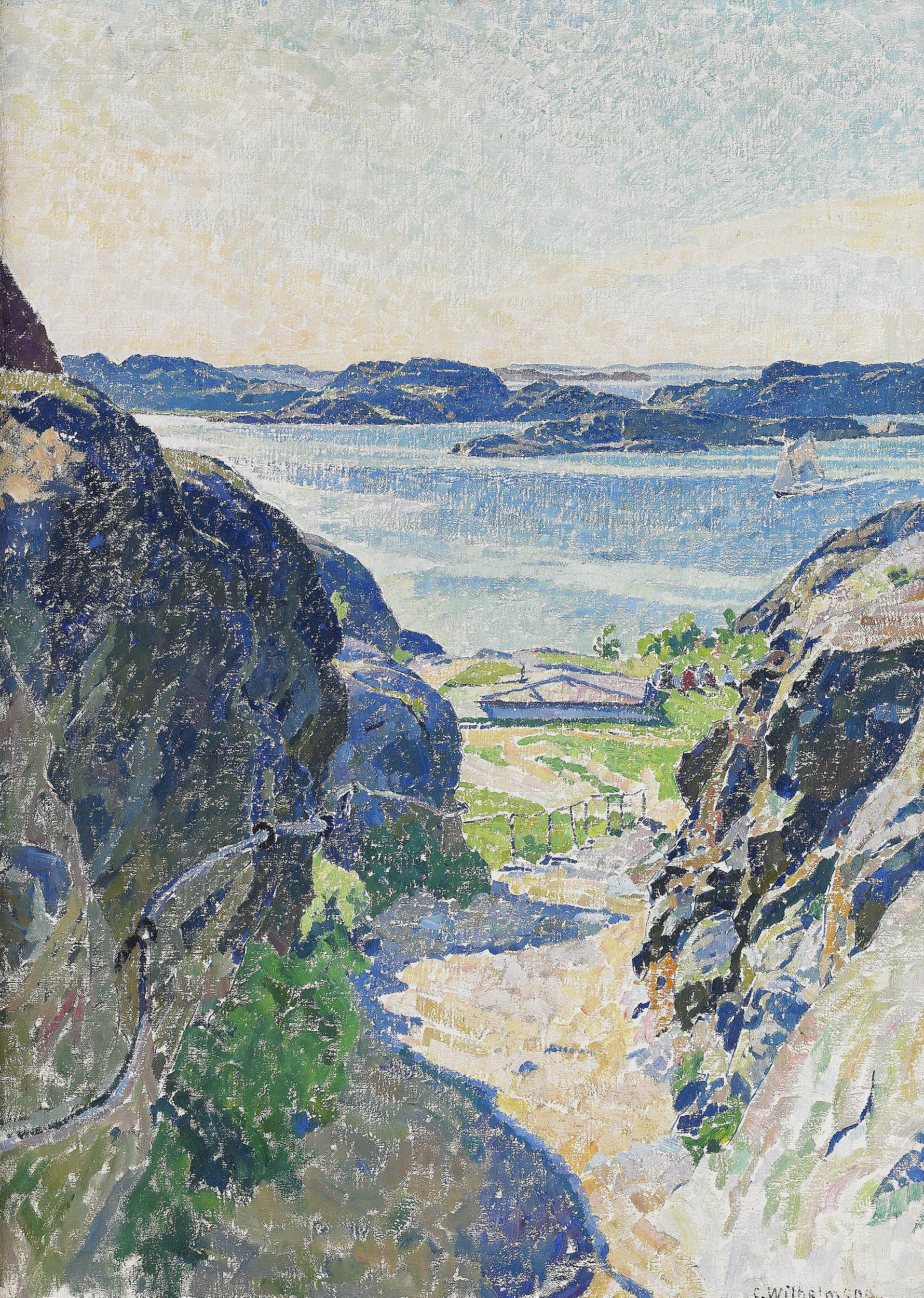
Målning från Fiskebäckskil (omkring 1915).
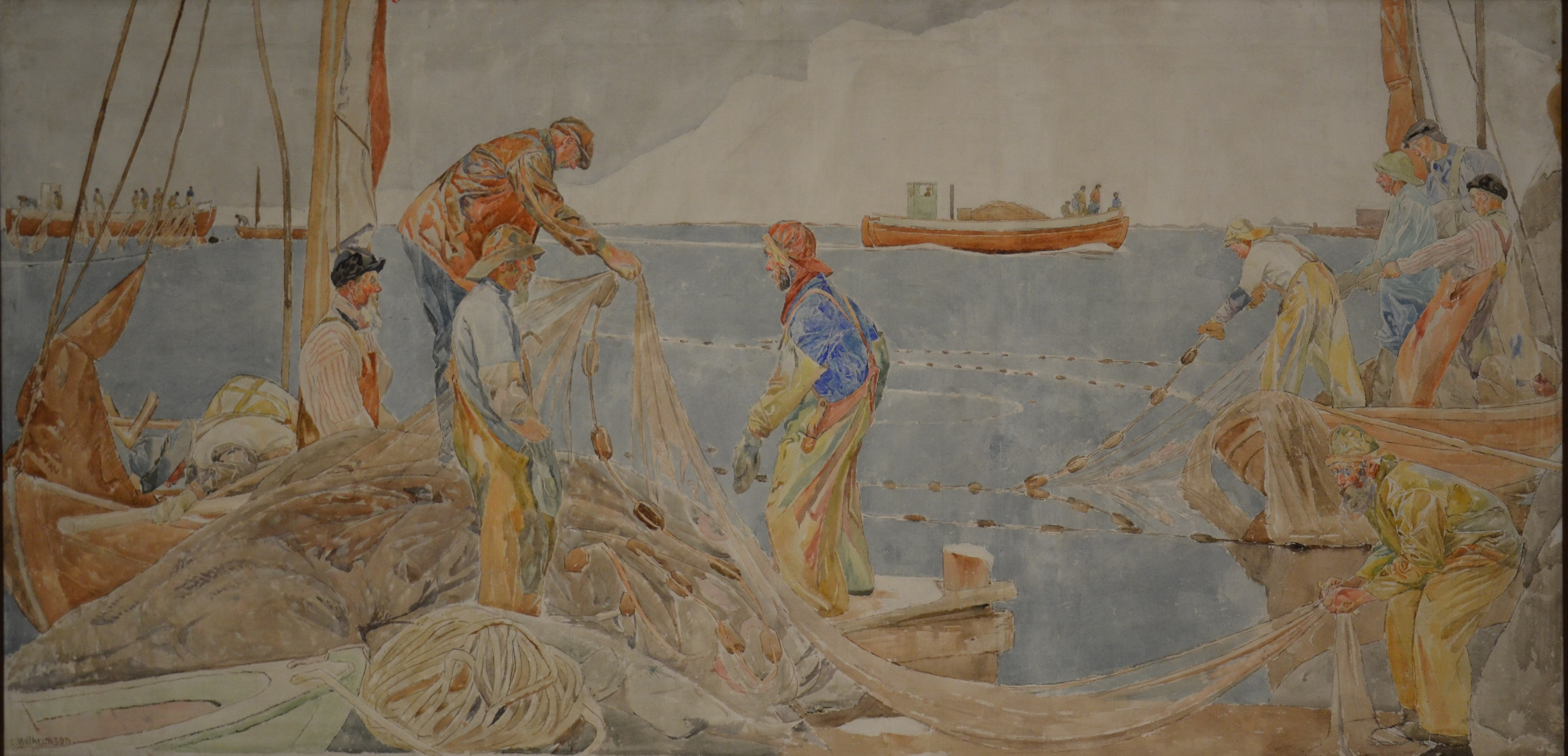
Skiss till Fisket, väggmålning, Länsstyrelsen Västra Götaland (1926).
Två flickor på vägen (1899).